# San Martín (departement van Corrientes)
San Martín (Corrientes) is een departement in de Argentijnse provincie Corrientes. Het departement (Spaans:  departamento) heeft een oppervlakte van 6.385 km² en telt 12.236 inwoners.

## Plaatsen in departement San Martín
- Colonia Carlos Pellegrini
- Guaviraví
- La Cruz
- Yapeyú